# Traveller (lokomotiva)
Traveller byla parní lokomotiva konstruktéra Williama Bruntona z Pentrichu ve střední Anglii. Pro svoji neobvyklou konstrukci byla označována jako mechanický cestovatel nebo parní kůň. Důvodem k tomuto označení byl způsob přenosu tažné síly, a to přes soustavu pák, která napodobovala chůzi koně.

## Historie

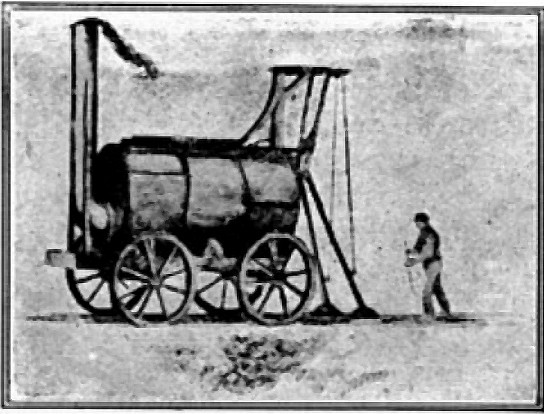
Dobové vyobrazení lokomotivy

Již kolem roku 1800 bylo známo, že je možno uvést do pohybu kočár-vůz pouhým působením síly na loukotě kola, tedy působením páky na osu kola. Tímto principem se zabývali konstruktéři Trevithick a Gilbert. Výsledkem jejich činnosti bylo zjištění, že třecí síla mezi kolem a podkladem je dostatečně velká k tomu, aby přímým pohonem kola bylo možno vozu udělit rychlost až 8 mil/h, a to i ve stoupání 3–4‰.
I přes tuto skutečnost si William Brunton, který stále vycházel z principu koněspřežné železnice, rozhodl k jinému řešení a 22. května 1813 si nechal patentovat pohon na principu mechanické nohy resp. mechanických nohou, kdy tyto tlačí lokomotivu před sebou.
Lokomotiva byla skutečně v roce 1814 nasazena do provozu na průmyslové železnici v Newbattle Colliery, kraj Durham se stoupáním 1:36, kde byla používána přes zimu roku 1814. Mimo provozu na průmyslové železnici byla lokomotiva používána i k předvádění – vlastní prezentaci. Při jedné z těchto prezentací, 31. července 1815 ve Philadelphii, v kraji Durham, Anglie, došlo k neštěstí, kdy z nedbalosti obsluhy explodoval kotel lokomotivy. Následkem toho bylo odlétajícími kusy železa zabito 13–16 osob a mnoho dalších zraněno, převážně z řad turistů, kteří sledovali chod stroje. Nehodě nebyla věnována přílišná pozornost, protože se jednalo o průmyslovou železnici a železnice jako taková byla teprve na začátku svého rozvoje. Přesto je možné, že se jednalo o první železniční neštěstí s takto vysokým počtem obětí v historii. W. Brunton byl touto událostí otřesen a lokomotivu již neopravil.

## Konstrukce
Železný tepaný kotel a parní stroj byly klasické ležaté konstrukce z té doby, 5 stop a 6 palců dlouhý a 3 stopy v průměru. Kotel byl uložen v rámu na čtyřech loukoťových kolech s okolky.
Zajímavě však byl řešen přenos tažné síly, a to pomocí soustavy pák připomínající nohy. Lokomotiva měla pouze jeden asymetricky umístěný parní válec o průměru 6 palců se zdvihem 24 palců, umístěný na jedné straně v horní části kotle. Pístnice přímo poháněla jednu nohu. Při vysouvání pístnice tato přímo působila na kloub; jedné páky (dolní) opírající se o kolejnici a posouvající lokomotivu vpřed a druhé páky (horní), která přes třecí převod s přítlačným mechanismem (součást patentu) ovládá zdvih nohy při zpětném pohybu.
Druhá noha pracuje stejným způsobem ale v obrácené fázi. Tedy, pokud je jedna noha opřena o kolejnici a postrkuje lokomotivu vpřed, druhá noha je nadzvednuta a přesouvá se směrem ke kotli. V krajním bodě, kdy je opřená noha o kolejnici na konci své dráhy (krok délky 26 stop), mechanismus ji pomocí lan nebo popruhů nadzvedne a pohybuje se zpět ke kotli. Druhá noha je v krajním bodě spuštěna na kolejnici a začne přenášet tažnou sílu. Takto se obě nohy střídají; krok za krokem.
Protože měla lokomotiva pouze jeden píst, byla druhá noha uváděna v pohyb přes dvě táhla s ozubeným hřebenem, kdy byly táhla připojeny k nohám v místě nad horním okrajem kotle. Mezi ozubené hřebeny bylo vloženo ozubené kolo se svislou osou procházející osou kotle. Tak jak se pohybuje noha, poháněná pístnicí, pohybuje se táhlo s ozubeným hřebenem a přenáší kývavý pohyb na ozubené kolo na své straně. Na druhé straně se pohyb ozubeného kola přenáší na druhý hřeben s táhlem a toto táhlo pohybuje druhou nohou.
Nevýhodou této konstrukce bylo, že pohyb lokomotivy byl pouze jednosměrný.